# Vickers Warwick
Vickers Warwick – brytyjski samolot bombowy, transportowy, rozpoznawczy i pasażerski z okresu II wojny światowej

## Historia

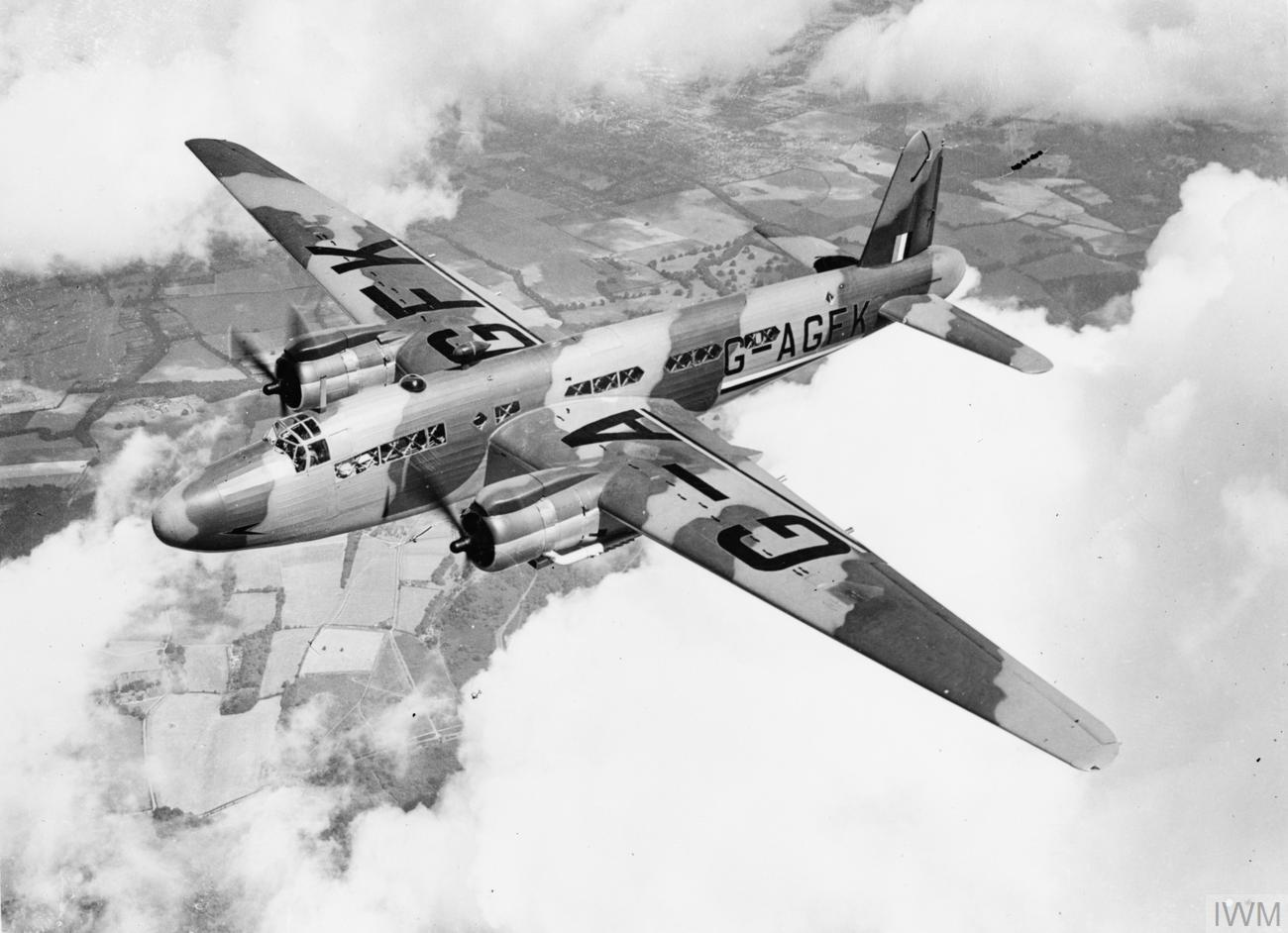
Warwick C Mark I, G-AGFK, 1943 r.

W 1935 roku brytyjskie Ministerstwo Lotnicze opracowało nowe założenia nr B.1/35 dla ciężkiego samolotu bombowego. Na podstawie tych założeń zespół konstruktorów kierowanych przez Rexa K. Pearsona i Barnesa Wallisa z wytwórni lotniczej Vickers opracował samolot w wersji dwusilnikowej, który otrzymał oznaczenie Warwick. Natychmiast też przystąpiono do budowy prototypu, w którym zastosowano silniki Rolls-Royce Vulture II o mocy 2000 KM. W dniu 13 sierpnia 1939 roku dokonano oblotu prototypu, a następnie podano go serii badań. Okazało się wtedy, że zastosowane silniki nie spełniały swojej roli. Podjęto również próbę zastosowania w samolocie silników Bristol Centaurus CEISM o mocy 2000 KM, co jednak nie poprawiło właściwości samolotu. 
Wobec przeciągania się prób, Ministerstwo Lotnicze sprowadziło amerykańskie silniki Pratt & Whitney Double Wasp i w 1941 roku zamówiło w wytwórni Vickers 250 samolotów bombowych Vickers Warwick z amerykańskimi silnikami; wersja ta otrzymała oznaczenie Mk I i oznaczenie literowe B – samoloty bombowe, C – samoloty transportowe i ASR – samolot rozpoznania i ratownictwa morskiego. W 1942 roku rozpoczęto produkcję seryjną samolotów Warwick.

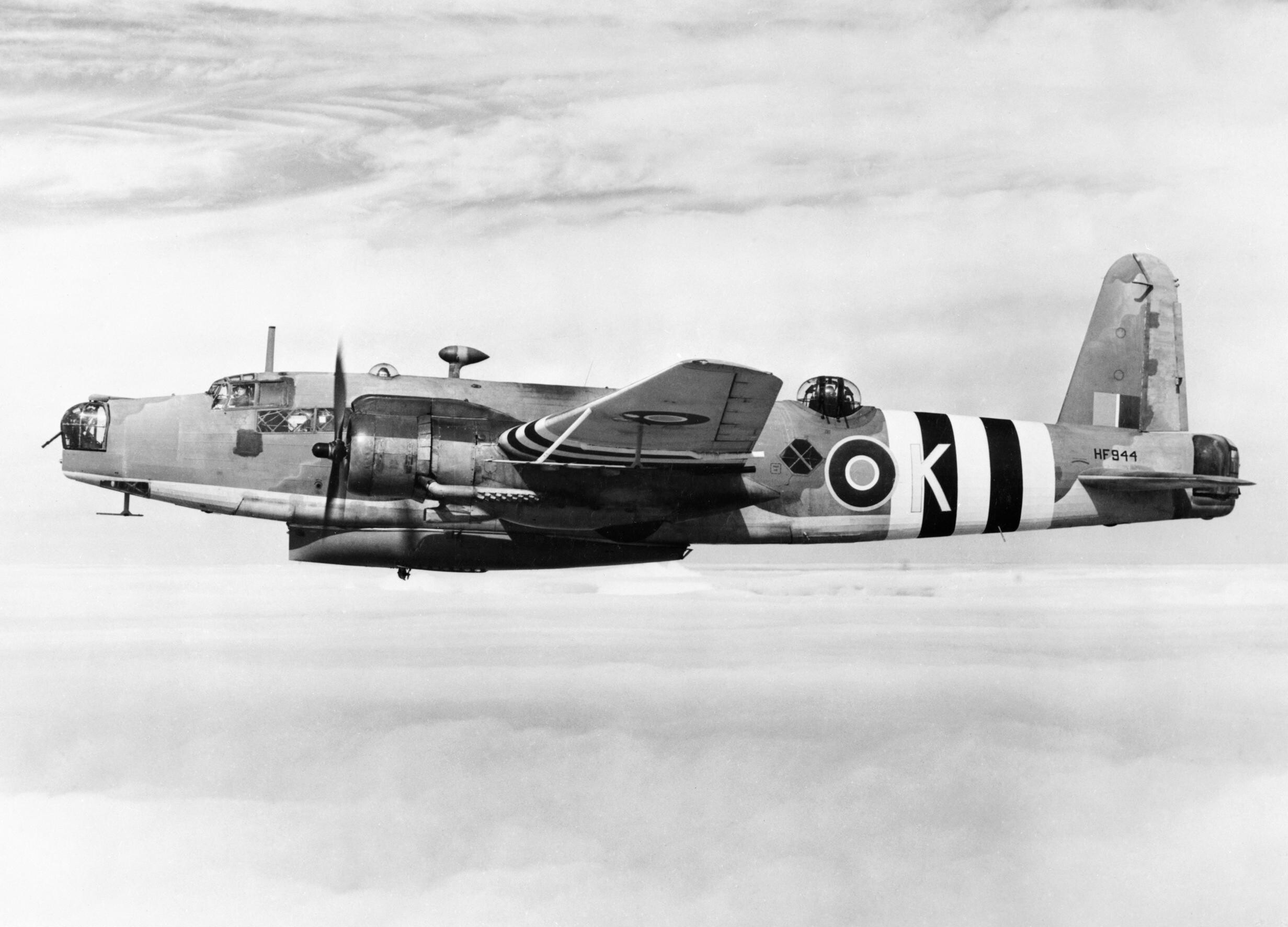
Vickers Warwick (HF944), 282 Dywizjon RAF

W 1944 rozpoczęto produkcję kolejnej wersji oznaczonej jako Mk II, w której zastosowano brytyjskie silniki Bristol Centaurus VII o mocy 2500 KM. Wersja ta była przeznaczona do dalekiego rozpoznania i ratownictwa morskiego. 
W tym samym roku budowano również seryjnie samoloty Warwick w wersji Mk III, w której zastosowano silniki amerykańskiej firmy Pratt & Whitney. Była to wersja transportowa oraz pasażerska. Budowano także wersję Mk IV w której zastosowano ulepszone silniki Pratt & Whitney Double Wasp R-2800-2SBG oraz Mk V z silnikami brytyjskimi Bristol Centaurus VII, przystosowaną do rozpoznania morskiego oraz zwalczania okrętów podwodnych. Ostatecznie produkcję seryjną samolotów Vickers Warwick zakończono w 1946, po wyprodukowaniu 757 samolotów wszystkich wersji (nie licząc prototypów).

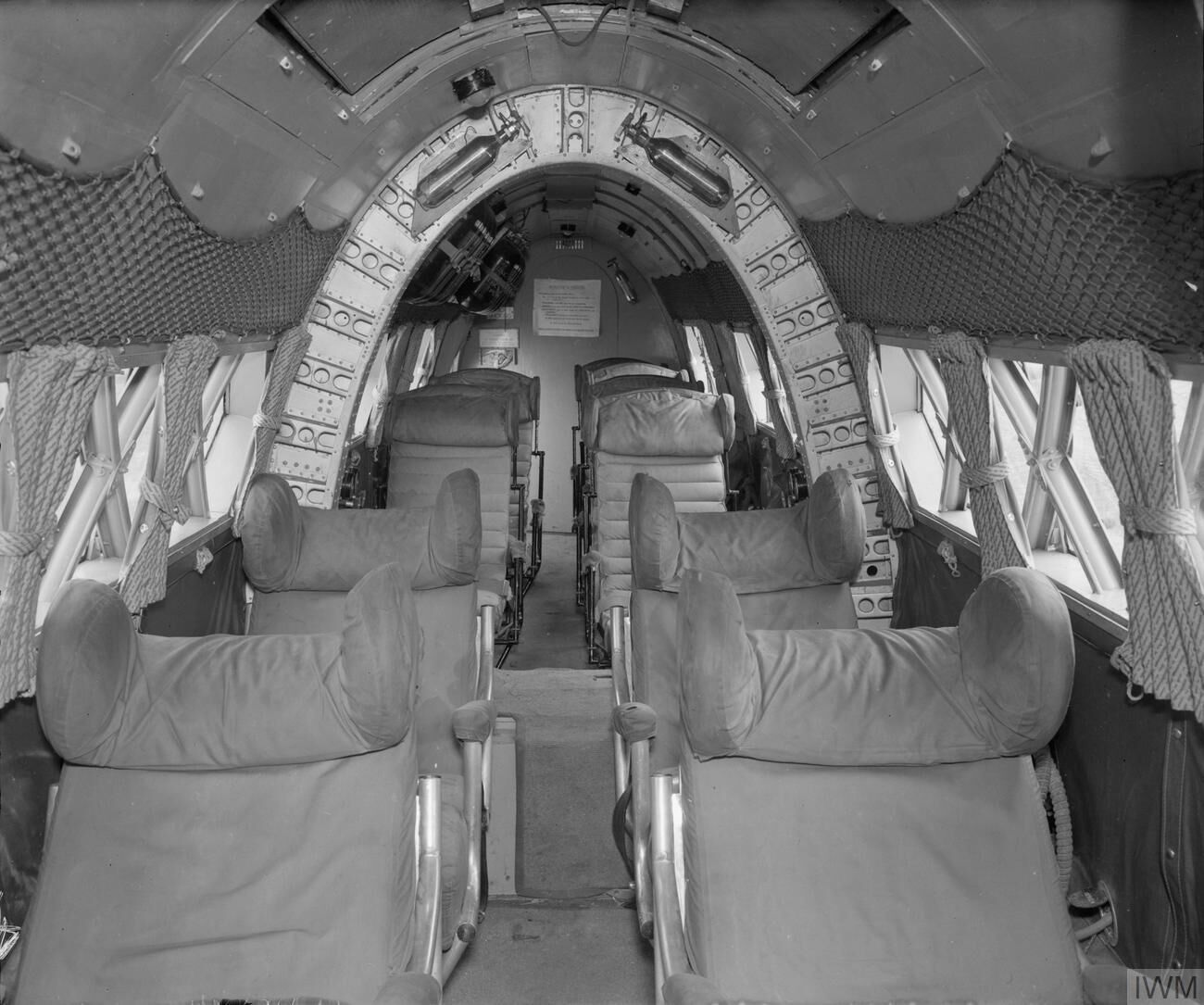
Vickers Warwick C Mk III, kabina wersji pasażerskiej (VIP)

## Wersje samolotuVickers Warwick
- Warwick Mk I – wyposażona w silniki Pratt & Whitney Double Wasp
  - B Mk I – wersja bombowa, zbudowano 16 samolotów tej wersji
  - C Mk I – wersja transportowa, nie produkowana seryjnie
  - ASR Mk I – wersja rozpoznania morskiego i ratownictwa morskiego, zbudowano 205 samolotów tej wersji
- Warwick Mk II – wyposażona w silniki Bristol Centaurus
  - B Mk II – wersja bombowa, zbudowano tylko prototyp
  - GR Mk II – wersja rozpoznania morskiego oraz zwalczania łodzi podwodnych, zbudowano 118 samolotów tej wersji
  - GR Mk II Met – wersja rozpoznania meteorologicznego
- Warwick Mk III – wyposażona w silniki Pratt & Whitney Double Wasp
  - C Mk III – wersja transportowa, nieuzbrojona, załoga 3 osoby, przystosowana do transportu 26 żołnierzy lub 20 skoczków spadochronowych z pełnym wyposażeniem albo ładunku o masie do 3050 kg. Istniała także odmiana luksusowa pasażerska do przewozu 8 – 10 bardzo ważnych osób (VIP), zbudowano 100 samolotów tej wersji
- Warwick Mk IV – wyposażona w ulepszone silniki Pratt & Whitney Double Wasp
  - ASR Mk IV – wersja rozpoznania i ratownictwa morskiego, zbudowano 94 samoloty w tej wersji
- Warwick Mk V – wyposażona w silniki Bristol Centaurus
  - GR Mk V – wersja rozpoznania morskiego i nocnego oraz zwalczania łodzi podwodnych, wyposażona w radar ASV, zbudowano 210 samolotów tej wersji.

## Użycie

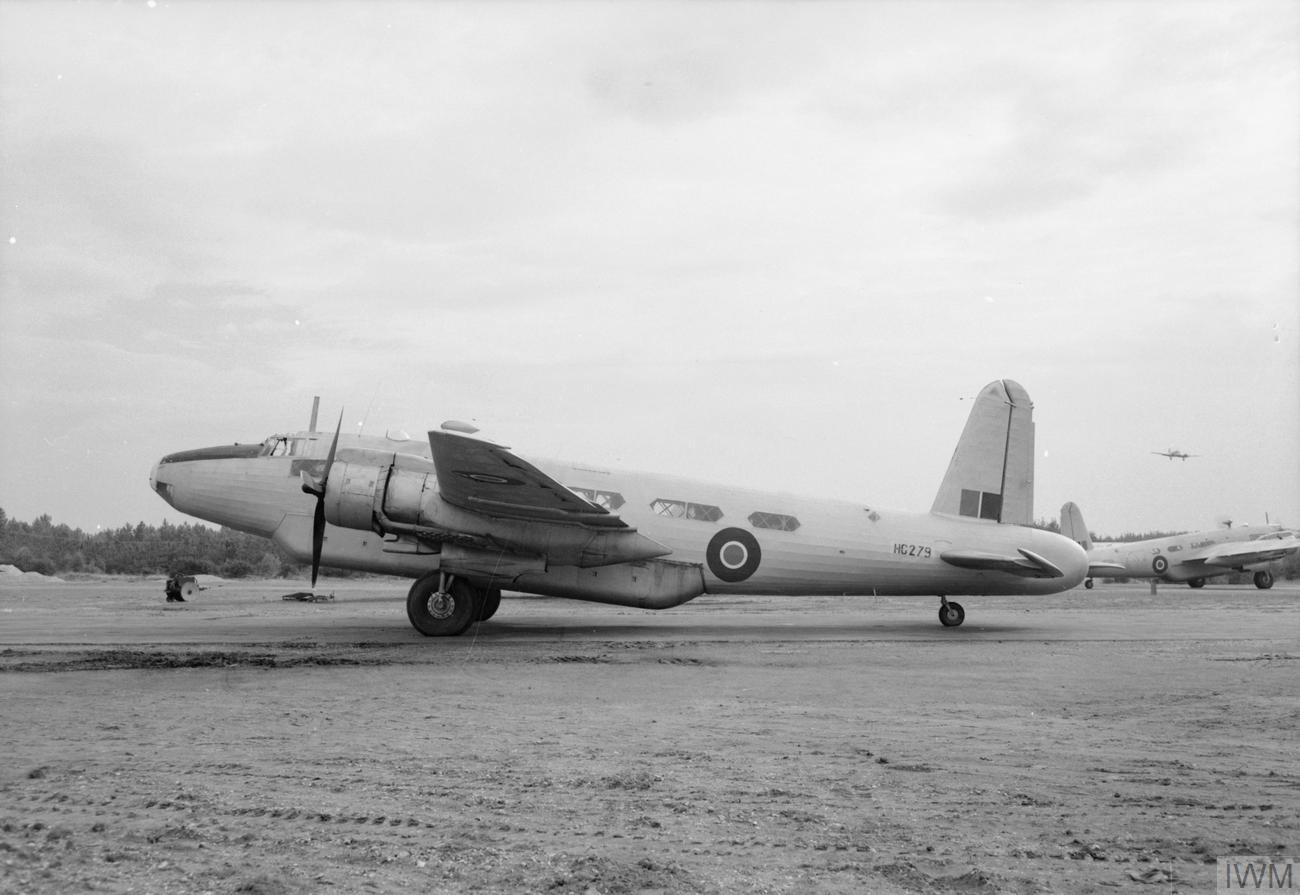
Warwick C Mark III z 167 Dywizjonu RAF

Samolot Vickers Warwick od 1942 roku rozpoczęto wprowadzać do dywizjonów obrony wybrzeża (Coastal Command) RAF, gdzie służyły do rozpoznania morskiego oraz ratownictwa. 
Samoloty tego typu otrzymały również dywizjony południowoafrykańskie walczące w Europie, głównie w rejonie Morza Śródziemnego. 
W 1945 roku w samoloty Vickers Warwick C Mk I oraz Vickers Warwick C Mk III' znalazły się na wyposażeniu polskich dywizjonów lotniczych: 300 Dywizjonie Bombowym (5 w wersji C Mk I), 304 Dywizjonie Bombowym (5 w wersji C Mk I i 27 w wersji C Mk III) i 301 Dywizjonie Bombowym (28 w wersji C Mk III). Samoloty te służyły głównie do przewozu żywności i lekarstw na terenie Europy, a także do przewozów żołnierzy z Włoch do Wielkiej Brytanii. W polskich dywizjonach samoloty tego typu były użytkowane do marca 1946 roku. 
Samoloty tego typu w wersji transportowej były użytkowane przez brytyjską cywilną linię lotniczą British Overseas Airways Corporation, gdzie użytkowano je w rejonie Morza Śródziemnego.

## Opis konstrukcji
Samolot Vickers Warwick był średniopłatem o konstrukcji metalowej geodetycznej. Podwozie klasyczne – wciągane w locie. Napęd stanowiły dwa silniki gwiazdowe. 
W zależności od wersji miał różne wyposażenia oraz uzbrojenie. Wersje transportowe nie posiadały uzbrojenia.